# カンザス・シティ・サザン鉄道

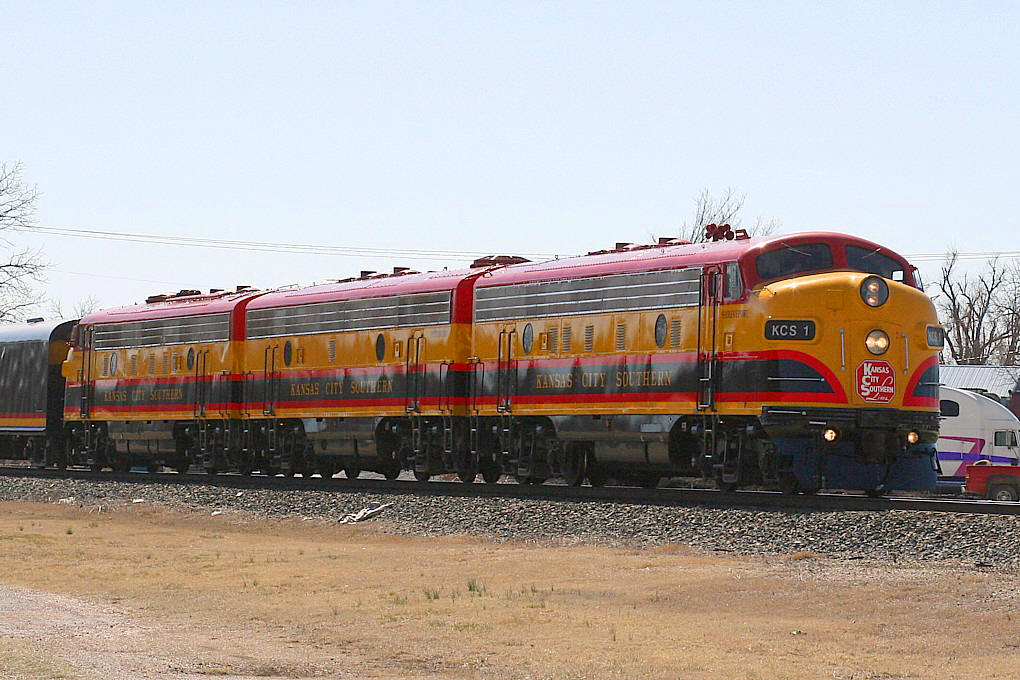
カンザス・シティ・サザン鉄道のEMD FP9型ディーゼル機関車

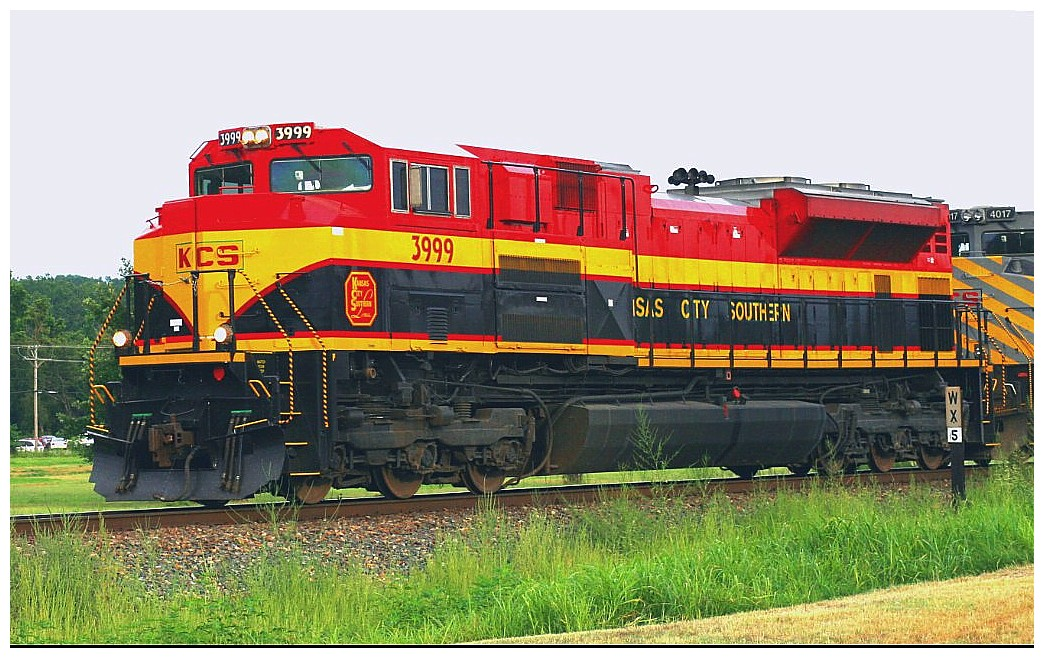
カンザス・シティ・サザン鉄道のEMD SD70ACe型ディーゼル機関車

カンザス・シティ・サザン鉄道（カンザス・シティ・サザンてつどう）（Kansas City Southern Railway）は、アメリカ合衆国にかつて存在した貨物鉄道会社（一級鉄道）で、3,130マイル以上の路線を12の中部・南東部の州で運営していた。1887年に設立。ミズーリ州カンザスシティからメキシコ湾へ至る最短ルートを構成している。
カンザス・シティ・サザン鉄道は本社をカンザスシティに置き、約430両の機関車、約15,000両の貨車と約2,700人の従業員を有している。路線網は標準軌である。2002年の年間収入は5億5960万ドルであった。アメリカ鉄道協会の定める報告記号はKCS。

## 歴史
現在のカンザス・シティ・サザン鉄道の路線の一部を構成することになる最初の路線は、アーサー・エドワード・スティルウェル（Arthur Edward Stilwell）により1887年にカンザスシティ郊外で建設が始まった。1890年代を通じて、カンザスシティとテキサス州のポートアーサー（Port Arthur）を結ぶために路線の建設と合併を繰り返してその路線を延長し、1897年9月11日にテキサス州ボーモント（Beaumont）で最後の区間がつながった。ダラスとニューオーリンズをルイジアナ州シュリーブポート（Shreveport）を経由して結ぶもう1つの本線は、1930年代にルイジアナ・アンド・アーカンソー鉄道（en:Louisiana and Arkansas Railway）を合併することで路線網に加わった。1940年から1969年までカンサス・シティ・サザン鉄道は、サザン・ベル（Southern Belle）という旅客列車をカンザスシティとニューオーリンズの間に運行していた。
カンザス・シティ・サザン鉄道の基本的な路線網は、1990年代までは本質的に同じままであった。その後ミッドサウス・レール・コーポレーション（MidSouth Rail Corporation）を買収したことにより、シュリーブポートからミシシッピ州やアラバマ州まで東に路線網を延長した。この合併により既存の路線網と合わせて、ミシシッピ州のメリディアン（Meridian）の町にちなんでメリディアン・スピードウェイというブランド名で知られる東西方向の重要な本線が構成された。さらにゲートウェイ・ウェスタン鉄道（en:Gateway Western Railway）を合併することで、その路線網はカンザスシティからミズーリ州セントルイスやイリノイ州スプリングフィールドまで到達している。
1990年代にはカンザス・シティ・サザン鉄道は、テキサス・メキシカン鉄道（en:Texax Mexican Railway）とメキシコ鉄道輸送(Grupo Transportación Ferroviaria Mexicana、TFM)の部分的な所有権の取得により、メキシコへも路線網を延長している。2005年には両鉄道の支配権を取得している。
カンザス・シティ・サザン鉄道の親会社は1962年にカンザス・シティ・サザン・インダストリーズ（Kansas City Southern Industries, Inc.）として設立されている。2002年には親会社の名前は単にカンザス・シティ・サザンと短縮された。
2021年3月、カナディアン・ナショナル鉄道はカンザス・シティ・サザンを買収することを発表。これに対し、同じカナダのカナダ太平洋鉄道もサザンに対して買収提案を行ったが、同年8月12日、カンザス・シティ・サザンの取締役会は、先に発表したカナディアン・ナショナル鉄道の提案が優れているとの判断を示した。
2023年4月14日、カナディアン・パシフィック・カンザス・シティに吸収合併され、消滅した。

## 子会社の鉄道
カンザス・シティ・サザンは、パナマ地峡鉄道（PCRC: Panama Canal Railway Company）の50%の株を所有している。2005年4月には、KCSとともにTFMの所有権を所有していたメキシコの国営海運会社TMM(Transportaction Maritima Mexicana)からTFMの支配権を買い取っている。同年12月、カンザス・シティ・サザンはTFMの名前をカンザス・シティ・サザン・ド・メキシコ（KCSM: Kansas City Southern de México）に変更した。
カンザス・シティ・サザンは、カンザス・シティ・サザン鉄道、テキサス・メキシカン鉄道、TFMの持株会社となることを計画しているが、荷主に対しては全ての鉄道網をNAFTA鉄道（NAFTA Railway）として売り込んでおり、同社の国境を越えた一貫輸送能力を強調している。しかし、各社はあくまでそれぞれの子会社として運営されている。カンザス・シティ・サザンの長期計画としては、リチャーズ・ゲバウア空軍基地（en:Richards-Gebaur Air Force Base）の跡地に造られた積み込み施設で、メキシコの税関係員が貨物の検査を行って、アジア向けの出荷地点となるメキシコの港へ直送する、カンザスシティ・スマートポート（en:Kansas City SmartPort）の支援が挙げられる。

## 表彰
カンザス・シティ・サザンはE. H. ハリマン賞（en:E. H. Harriman Award）のグループB（年間400万 - 1500万人時の長距離鉄道）の受賞者である。カンザス・シティ・サザンは1999年には銀賞を、2000年には金賞を、そして2005年には再度銀賞を獲得している。

## 歴代社長
カンザス・シティ・サザンの歴代社長を以下に示す。
- エドワード・L・マーティン（en:Edward L. Martin）（1889 - 1897）
- アーサー・スティルウェル（en:Arthur Stilwell）（1897 - 1900）
- サミュエル・W・"コロネル" フォーダイス （Samuel W. "Coronel" Fordyce）（1900）
- スチュアート・R・ノット（en:Stuart R. Knott）（1900 - 1905）
- ジョブ・A・エドソン（en:Job A. Edson）（1905 - 1918）
- レオナー・F・ロリー（en:Leonor F. Loree）（1918 - 1920）
- ジョブ・A・エドソン（en:Job A. Edson）（1920 - 1928）
- チャールズ・E・ジョンストン（en:Charles E. Johnston）（1928 - 1938）
- ハーベイ・C・クーチ（en:Harvey C. Couch）（1939）
- C・P・"ピート"・クーチ（en:C. P. Couch）（1939 - 1941）
- ウィリアム・N・デラムス・ジュニア（en:William N. Deramus, Jr.）（1941 - 1961）
- ウィリアム・N・デラムス3世（en:William N. Deramus III）（1961 - 1973）
- トーマス・S・カーター（Thomas S. Carter）（1973 - 1986）
- ウィリアム・N・デラムス4世（William N. Deramus IV）（1986 - 1990）
- ランドン・H・ローランド（Landon H. Rowland）（1990 - 1991）
- ジョージ・W・エドワーズ（Geroge W. Edwards）（1991 - 1995）
- マイケル・R・ハバーティ（Michael R. Haverty）（1995 - 2005）
- アーサー・L・シューナー（Arthur L. Shoener）（2005 - 現在）